# Кольцов-Мосальский, Фёдор Михайлович
Князь Фёдор Михайлович Кольцов-Мосальский (1652 — 1735) — рында, стольник и воевода во времена правления Фёдора Алексеевича, правительницы Софьи Алексеевны, Петра I, Екатерины I, Петра II и Анны Иоановны. 
Из княжеского рода Кольцовы-Мосальские. Третий сын князя Михаила Андреевича Кольцова-Мосальского. Имел братьев, князей:  Ивана, Андрея и Бориса Михайловичей.

## Биография
В 1676 году показан в стряпчих.
В 1677 году сопровождал царя Фёдора Алексеевича по монастырям. 
В сентябре 1678 года пожалован в стольники.
В 1681 году за ним показано "157 крестьянских дворов, людей с боем 4 человека, да с 39 дворов еще 4 человека".
В 1683 году ездил с Иваном V и Петром I в Троице-Сергиев монастырь, за что пожалован прибавкой в 50 четвертей земли и 5 рублей денег.
В 1684 году сопровождал Государей в их летних и зимних поездках на богомолье.
В 1685 году рында в белом платье при приёме и отпуске шведского и польского послов.
В марте 1687 года поручик четвёртой роты стольников в Большом полку боярина и воеводы Василия Васильевича Голицына в первом Крымском походе, за что пожалован прибавкой 200 четвертей земли и 20 рублей денег.
В 1689 году ротмистр у стольников во втором Крымском походе, где был ранен, за что пожалован золотым и прибавкой в 250 четвертей земли и 42 рубля, да за рану прибавлено 70 четвертей и 7 рублей. В этом же году при отъезде царя Петра I Алексеевича в Троице-Сергиев монастырь, во время  стрелецкого бунта приведшему к свержению правительницы Софьи Алексеевны, показан в числе лиц прибывших к Государю вместе с братьями.
В 1689-1690 годах сопровождал Петра I в его богомольных поездках по монастырям, за что пожалован придачей к поместному окладу  в 810 десятин земли и 127 рублей.
В 1696 году участвовал в Азовском походе против турок и татар.
В 1698 году был в составе войск А.С. Шеина при усмирении стрелецкого бунта.
В 1701 году в Боярских книгах показан его оклад в 650 четвертей земли и 45 рублей денег. В этом же году переписывал ново-выборных драгун и доставлял их в Москву.
В 1703 году показан четвёртым стольником.
В 1703-1722 годах воевода в Нежине, откуда по его челобитной освободили от службы за старостью и дряхлостью.
В 1735 году упоминается в числе лиц, которым были отведены места на Васильевском острове под постройки в Санкт-Петербурге, но в этом же году князь Фёдор Михайлович скончался.

## Семья
От брака с Прасковьей Андреевной Колычевой, дочери Андрея Ивановича Колычева и Евдокии Яковлевны урожденной Витовтовой-Колычевых (ум. 1698) имел детей:
- Князь Кольцов-Мосальский Юрий Фёдорович  — в 1708 году показан товарищем отца на воеводстве в Нежине.
- Князь Кольцов-Мосальский Михаил Фёдорович (ум. 1722) — в 1713 году прапорщик и женился на княгине Евдокии Фёдоровне Приимковой-Ростовской и подаёт челобитную о закреплении за ним имений в Углицком и Вологодском уездах полученных в приданое.